# Svenska Superligan 2010/2011
Svenska superligan 2010/2011 var Sveriges högsta serie i innebandy för herrar för säsongen 2010/2011. I augusti 2010 meddelade Västerås IB att man går i konkurs och att man således inte kommer att kunna ha kvar sitt lag i Superligan. Därmed tillfrågades KAIS Mora (som vunnit division 1 norra men som sedan åkt ut i kvalet) om de ville ta Västerås plats, vilket de tackade ja till. Storvreta IBK vann SM-guld efter seger i finalen mot Warberg IC.

## Deltagande lag
- AIK Innebandy
- Balrog B/S
- Caperiotäby FC
- FC Helsingborg
- Hide-a-lite Mullsjö AIS (Nykomlingar)
- IBF Falun
- IBK Dalen
- IK Sirius IBK
- KAIS Mora IF (Nykomlingar, tog konkursdrabbade Västerås plats)
- Linköping IBK (Nykomlingar)
- Pixbo Wallenstam IBK
- Storvreta IBK (Regerande mästare)
- Umeå City IBK
- Warbergs IC 85

## Tabell
Nr = Placering, S = Spelade, V = Vinster, O = Oavgjorda, F = Förluster, GM - IM = Gjorda mål - Insläppta mål, MSK = Målskillnad, P = Poäng
|  |                             |
|  | Till slutspel               |
|  | Nedflyttade till Division 1 |

## Slutspel

### Kvartsfinaler
- Warberg IC - Linköping IBK: 3-2 i matcher
  - Warberg IC - Linköping IBK: 9-1
  - Linköping IBK - Warberg IC: 6-4
  - Warberg IC - Linköping IBK: 8-6
  - Linköping IBK - Warberg IC: 6-3
  - Warberg IC - Linköping IBK: 6-3
- IBF Falun - AIK Innebandy: 3-2 i matcher
  - AIK Innebandy - IBF Falun: 3-4
  - IBF Falun - AIK Innebandy: 5-6 (efter sudden death)
  - AIK Innebandy - IBF Falun: 6-5 (efter sudden death)
  - IBF Falun - AIK Innebandy: 9-3
  - AIK Innebandy - IBF Falun: 3-5 (efter straffar)
- Storvreta IBK - Caperiotäby FC: 3-0 i matcher
  - Storvreta IBK - Caperiotäby FC: 4-2
  - Caperiotäby FC - Storvreta IBK: 4-6
  - Storvreta IBK - Caperiotäby FC: 7-6
- Pixbo IBK - IBK Dalen: 3-1 i matcher
  - IBK Dalen - Pixbo IBK: 5-4 (efter sudden death)
  - Pixbo IBK - IBK Dalen: 7-4
  - IBK Dalen - Pixbo IBK: 6-8
  - Pixbo IBK - IBK Dalen: 5-4

### Semifinaler
- Warberg IC - IBF Falun: 3-1 i matcher
  - Warberg IC - IBF Falun: 5-6
  - IBF Falun - Warberg IC: 3-7
  - Warberg IC - IBF Falun: 6-4
  - IBF Falun - Warberg IC: 5-6
- Storvreta IBK - Pixbo IBK: 3-0 i matcher
  - Storvreta IBK - Pixbo IBK: 5-3
  - Pixbo IBK - Storvreta IBK: 3-5
  - Storvreta IBK - Pixbo IBK: 8-3

### Final

#### Matchen
SM-finalen spelades för i Malmö Arena, vilket är första gången som finalen för tidigare Elitserien och Svenska Superligan spelas utanför Stockholm. Matchen startade efter att damfinalen var avslutad och den officiella publiksiffran löd 11 253 personer. Finallagen blev till slut Warberg IC som i kvartsfinalen slagit ut Linköping IBK med 3-2 i matcher och sedan vunnit kvartsfinalen med 3-1 i matcher mot IBF Falun. Motståndare var Storvreta IBK som defilerat genom slutspelet, först kvartsfinalvinst mot Caperiotäby FC och sedan semifinalvinst mot Pixbo IBK, båda med 3-0 i matcher.
Matchen skulle komma att bli en av de mest dramatiska rysare som någonsin spelats. Warberg tog ledningen i ett powerplay efter bara några minuter. En liten stund senare kvitterade Storvreta och drog sedan ifrån till 1-3. Warberg reducerade med ett par minuter kvar av första perioden. Storvreta inledde målskyttet i andra perioden, men Warberg kontrade och lyckades till slut kvittera med 3:33 kvar. Inför tredje perioden var ställningen 4-4, men det tog bara ett par minuter för Storvreta att återta ledningen. Dock kvitterade Warberg nästan direkt, och tog ledningen ytterligare fem minuter senare. Storvreta svarade och gjorde två snabba mål (27 sekunders mellanrum). Matchen var inte över för det, utan Warberg kvitterade till 7-7 med fem och en halv minuts spel kvar.
Inget av lagen lyckades göra fler mål under ordinarie matchtid, utan det mest spännande var att en streakare med rosa kalsonger sprang in på planen med en halv minut kvar. Matchen gick till Sudden Death, i vilken dock inget lag lyckades göra mål. Storvreta tog Time Out åtta minuter in i förlängningen strax efter att Mika Kohonen blivit tacklad över sargen, något som Storvreta-spelarna ilsket hävdade borde varit utvisning.
Matchen gick då till straffar. I andra straffrundan satte både Warbergs Jim Canerstam och Storvretas Hannes Öhman sina straffar. Annars var stolparna på målvakternas sida, bland annat så räddade stolpen Storvreta från ett öppet mål då Storvretas målvakt blivit bortdribblad. Då inga fler mål gjordes på de ordinarie fem första straffarna så gick matchen till enskilda straffar. I sjunde straffrundan lyckades Jim Canerstam åter ta sig förbi målvakten och få in bollen i kassen. Domaren visade då på washout och alla undrade några sekunder varför. Reprisen visade tydligt att Canerstam dragit bollen snett bakåt, inte mycket, men så mycket att domaren upptäckte det. Öhman missade nästa straff och ställningen var fortfarande lika. I straffrunda åtta räddade Storvretas målvakt, och när Henrik Stenberg satte sin straff, var matchen avgjord.

#### Utvisningar
- 03:40 - Joel Kanebjörk, Storvreta (Otillåten trängning)
- 27:46 - Fredrik Holtz, Storvreta (Hands)
- 42:00 - Henrik Olofsson, Warberg (Upprepade förseelser)

#### Resultat
|  | 16 april, 2011 16:12 CEST | Warberg IC | 9–10 (Straffar) (2–3, 2–1, 3–3, 0–0)                                         | Storvreta IBK | Malmö Arena, Malmö Publik: 11 253 |  |
|  |                           | (03:54) Magnus Svensson, 1-0 (19:03) Linus Henriksson 2-3 (34:27)v Jim Canerstam, 3-4 (36:27) Johan Bengtsson, 4-4 (43:36) Joakim Andersson, 5-5 (48:24) Magnus Svensson, 6-5 (54:28) Johan Bengtsson, 7-7 Mathias Larsson, miss Jim Canerstam, 8-7 Johan Bengtsson, miss Martin Emanuelsson, miss Magnus Svensson, miss Jim Canerstam, 9-8 Mathias Larsson, bortdömt Martin Emanuelsson, miss | Period 1 Period 2 Period 3 Sudden Death Straffläggning Sudden Death-straffar | (09:00) Hannes Öhman, 1-1 (14:27) Henrik Stenberg, 1-2 (17:21) Hannes Öhman, 1-3 (29:52) Joel Kanebjörk, 2-4 (42:14) Hannes Öhman, 4-5 (49:01) Fredrik Holtz, 6-6 (49:28) Hannes Öhman, 6-7 Mika Kohonen, miss Hannes Öhman, 8-8 Niklas Winroth, miss Henrik Stenberg, miss Örjan Skogström, miss Mika Kohonen, 9-9 Hannes Öhman, miss Henrik Stenberg, 9-10 |                                   |  |
|  |                           | |                                                                              | |                                   |  |
|  |                           | |                                                                              | |                                   |  |